# Iotapa d'Atropatène
Sauf précision contraire, les dates de cet article sont sous-entendues « avant l'ère commune » (AEC), c'est-à-dire « avant Jésus-Christ ».
Iotapa (43 av. J.-C. - ?) était une princesse de Médie-Atropatène, fille du roi Artavazde Ier d'Atropatène. En 34-33, alors qu'elle n'a que dix ans, elle épouse Alexandre Hélios, le fils que Marc Antoine a eu avec Cléopâtre, qui bien qu'encore plus jeune qu'elle est nominalement le roi du royaume d'Arménie. Ce règne nominal ne dure que quatre ans. Après que son père a réussi à sortir de Parthie où il était prisonnier, il est nommé roi d'Arménie mineure par l'empereur Auguste. Elle épouse alors son cousin maternel, le roi Mithridate III de Commagène et devient reine pour la seconde fois.

## Contexte
Après l'échec de Marc Antoine dans sa tentative d'invasion de l'Empire Parthe depuis le territoire arménien en envahissant l'Atropatène (36), les jeux d'alliance changent. Le partage du butin laissé derrière eux par les Romains par le roi des rois Parthe, Phraate IV, a grandement mécontenté le roi Artavazde d'Atropatène, père de Iotapa. Il libère donc Polémon roi du Pont qu'il a fait prisonnier lors de cette tentative d'invasion romaine, en le chargeant de délivrer une proposition d'alliance à Marc Antoine,. Ce que le triumvir s'empresse d'accepter. L'ennemi d'hier, la Médie-Atropatène, qui a contribué à infliger une défaite aux légions de Marc Antoine, devient un allié. L'allié d'hier, le roi d'Arménie lui aussi appelé Artavazde est considéré par Marc-Antoine comme le responsable de l'échec de sa précédente campagne. Lors de l'attaque des Parthes en été -36 l'armée arménienne d'Artavazde s'est abstenue de prêter main-forte aux deux légions commandées par Caïus Oppius Statianus à qui Marc Antoine avait confié d'escorter ses impedimenta et notamment ses machines de siège, emmenées depuis l'Arménie, pendant qu'avec le reste de l'armée il avançait à marche forcée vers son objectif en Atropatène. Après que ces deux légions romaines ont été taillées en pièce par les Parthes, le roi d'Arménie est alors retourné en Arménie avec son contingent en estimant qu'après ce désastre la guerre ne pouvait plus être gagnée et que l'Arménie elle-même était menacée. Marc Antoine a d'ailleurs dû abandonner le siège de Phraaspa deux mois plus tard et son armée a dû faire une difficile retraite. Pendant que ses armées traversaient l'Arménie pour rentrer en Syrie, il a caché son ressentiment. Retourné en Égypte, Marc Antoine convie d'abord « de manière affable » le roi d'Arménie « à venir conférer avec lui. » « Mais le monarque se doute que cette amabilité de façade dissimule des desseins bien plus perfides à son égard. L'invitation reste sans suite. »

## Éléments de biographie
Iopata était d'ascendance mède, arménienne et grecque. Elle était la fille du roi Artavazde Ier d'Atropatène avec sa femme, Athénaïs une fille du roi Antiochos Ier de Commagène et Isias Philostorgos (en).
Au tout début du printemps 34, « dissimulant toujours ses intentions, Marc Antoine entreprend alors une expédition militaire vers l'Arménie, sous le prétexte d'une nouvelle offensive contre les Parthes. » L'allié d'hier est attiré dans un piège. Alors que les armées d'Antoine marchent sur Artaxata, il convoque Artavazde d'Arménie, avec la promesse d'une alliance par mariage. « La duplicité des envoyés romains et la menaçante présence des légions font enfin céder le roi d'Arménie. Il se rend dans le camp romain où il est aussitôt arrêté. » Antoine s'empare aussi de la famille royale. Toutefois, certains nobles élisent roi d'Arménie, Artaxès, le fils aîné d'Artavazde, qui a réussi à échapper aux troupes romaines. Mais Artaxès est bientôt vaincu et s'enfuit chez les Parthes. Artavazde, chargé de chaînes, est envoyé en Égypte, où il doit faire acte de soumission à Cléopâtre, à qui est reconnue la primauté sur les autres rois clients. Il est montré lors du Triomphe qui est donné à Marc Antoine à Alexandrie pour sa victoire facilement acquise. Quelques mois plus tard, Artavazde est décapité sur ordre de Cléopâtre.
Antoine occupe toute l'Arménie et s'empare d'un important butin. Les frontières avec l'Empire Parthe sont stabilisées tant au nord que sur l'Euphrate. Le royaume d'Arménie passe momentanément sous un contrôle romain direct. Antoine nomme alors son fils Alexandre Hélios à la tête du royaume. En été 33, Antoine vient enfin à la rencontre de son nouvel allié sur la rivière Araxe et « les pourparlers menés depuis longtemps finissent par se concrétiser. » L'alliance est renouvelée et ils sont convenus qu'Antoine devrait soutenir Artavazde Ier d'Atropatène contre les Parthes et si l'on en croit Dion Cassius, que le roi de Mèdie devrait aider Antoine contre Octave. La concorde est matérialisée par des échanges de troupes. Le domaine d'Artavazde Ier a été agrandi avec des parties du royaume d'Arménie. Antoine semble avoir validé les conquêtes qu'Artavazde avait obtenues avec l'aide des Parthes lorsqu'ils avaient anéanti les forces romaines d'Oppius Statianus en 36. Il rétrocède donc à l'Atropatène la province de Symbaké et peut-être la Caspiane. Pour sceller l'alliance Mède, Alexandre est fiancé à Iotapa et Antoine récupère certaines des enseignes prises à Statianus en 36 lors de sa déroute en Médie Atropatène,,. À la fin de la rencontre, Antoine a pris Iotapa avec lui. À partir de ce moment, elle est élevée à Alexandrie. Iotapa a alors 10 ans, son époux n'en a que 7.
Avec l'aide des légions romaines désormais stationnées sur son territoire, Artavazde était en mesure de repousser une éventuelle attaque des Parthes. Toutefois, en vue de la bataille d'Actium, Antoine a rappelé ses troupes romaines sans renvoyer les troupes Mèdes qu'Artavazde lui avait fournies. Après leur défaite à Actium et la mort d'Antoine et Cléopâtre, le roi parthe Phraate IV a immédiatement profité de cette situation. Il a vaincu Artavazde qui a été capturé en 30, ce qui permet à Artaxès, aidé par ses alliés parthes, de mettre fin au règne nominal d'Alexandre Hélios et de récupérer le trône arménien en 30 av. J.-C. ; il fait également exécuter les Romains présents dans son royaume. Le règne nominal des deux enfants sur l'Arménie n'a donc duré que quatre ans.
En 30, Iotapa et Alexandre Hélios ont quitté Alexandrie, après que l'Égypte a été envahie par Octave (le futur empereur Auguste) et son armée. Selon Appien et Pausanias, après le suicide de leurs parents, les trois orphelins sont élevés par Octavie, sœur de l’empereur Octave Auguste,  ex-épouse de Marc Antoine et mère de leurs deux demi-sœurs Antonia l'Aînée et Antonia la Jeune. 
Pendant l'emprisonnement d'Artavazde, une guerre civile a eu lieu entre les Parthes par la suite, ce qui lui a donné l'occasion de s'échapper. Il s'est réfugié auprès d'Auguste, qui le reçut avec amitié, lui rendit sa fille Iotapa et a fait de lui un roi client de la Petite Arménie.
Iotapa est ainsi revenu à son père à un moment indéterminé. Elle a alors épousé son cousin maternel, le roi Mithridate III de Commagène. Il y a un consensus pour situer ce mariage à la fin des années 20 av. J.-C.,. Grâce à ce mariage, elle est devenue reine de Commagène. L'histoire perd la trace d'Alexandre Hélios, le premier mari de Iotapa, dès la prise d'Alexandrie par Auguste en 30. Pour la sœur jumelle d'Alexandre Hélios, Cléopâtre Séléné, Octave Auguste arrange un mariage avec Juba II de Maurétanie, qu'elle épouse la sixième année du règne de Juba (en 19 av. J.-C.).

## Postérité
Iotapa a eu quatre enfants, l'aîné une fille appelée Aka (qu'il ne faut pas confondre avec Aka II de Commagène (it) ni avec Aka I de Commagène); un fils futur prince, successeur Antiochos III de Commagène et deux filles, toutes deux princesses, appelées Iotapa. 
Antiochus III de Commagène a épousé l'une de ses sœurs appelée Ioatapa et l'autre sœur a épousé le roi syrien Sampsigeramus II d'Émèse de la dynastie Sampsigéramide. Bien que différentes hypothèses aient été émises, on ignore tout du sort d'Aka.

## Descendance de Iotapa
| Lamblicus d'Émèse                            | Lamblicus d'Émèse                            | Lamblicus d'Émèse                            | Lamblicus d'Émèse                            | Lamblicus d'Émèse                               | Lamblicus d'Émèse                               |                                                 |                                                 | Inconnue d'Iturée                                             | Inconnue d'Iturée                                             | Inconnue d'Iturée                                             | Inconnue d'Iturée                                             | Inconnue d'Iturée                                             | Inconnue d'Iturée                                             |                                                         |                                                         | Mithridate III de Commagène m 12 av. J.-C. | Mithridate III de Commagène m 12 av. J.-C. | Mithridate III de Commagène m 12 av. J.-C. | Mithridate III de Commagène m 12 av. J.-C. | Mithridate III de Commagène m 12 av. J.-C.                       | Mithridate III de Commagène m 12 av. J.-C.                       |                                                                  |                                                                  | Iotapa d'Atropatène                                              | Iotapa d'Atropatène                                              | Iotapa d'Atropatène          | Iotapa d'Atropatène          | Iotapa d'Atropatène           | Iotapa d'Atropatène           |                               |                               | Juba II de Maurétanie ou de Libye | Juba II de Maurétanie ou de Libye | Juba II de Maurétanie ou de Libye | Juba II de Maurétanie ou de Libye | Juba II de Maurétanie ou de Libye     | Juba II de Maurétanie ou de Libye     |                                       |                                       | Cléopâtre Séléné II 25 décembre 40 av. J.-C. / v. 5 de notre ère | Cléopâtre Séléné II 25 décembre 40 av. J.-C. / v. 5 de notre ère | Cléopâtre Séléné II 25 décembre 40 av. J.-C. / v. 5 de notre ère | Cléopâtre Séléné II 25 décembre 40 av. J.-C. / v. 5 de notre ère | Cléopâtre Séléné II 25 décembre 40 av. J.-C. / v. 5 de notre ère | Cléopâtre Séléné II 25 décembre 40 av. J.-C. / v. 5 de notre ère |                             |                             |                               |                               |                               |                               |                                 |                                 |                                 |                                 |                                 |                                 |  |  |  |  |
| Lamblicus d'Émèse                            | Lamblicus d'Émèse                            | Lamblicus d'Émèse                            | Lamblicus d'Émèse                            | Lamblicus d'Émèse                               | Lamblicus d'Émèse                               |                                                 |                                                 | Inconnue d'Iturée                                             | Inconnue d'Iturée                                             | Inconnue d'Iturée                                             | Inconnue d'Iturée                                             | Inconnue d'Iturée                                             | Inconnue d'Iturée                                             |                                                         |                                                         | Mithridate III de Commagène m 12 av. J.-C. | Mithridate III de Commagène m 12 av. J.-C. | Mithridate III de Commagène m 12 av. J.-C. | Mithridate III de Commagène m 12 av. J.-C. | Mithridate III de Commagène m 12 av. J.-C.                       | Mithridate III de Commagène m 12 av. J.-C.                       |                                                                  |                                                                  | Iotapa d'Atropatène                                              | Iotapa d'Atropatène                                              | Iotapa d'Atropatène          | Iotapa d'Atropatène          | Iotapa d'Atropatène           | Iotapa d'Atropatène           |                               |                               | Juba II de Maurétanie ou de Libye | Juba II de Maurétanie ou de Libye | Juba II de Maurétanie ou de Libye | Juba II de Maurétanie ou de Libye | Juba II de Maurétanie ou de Libye     | Juba II de Maurétanie ou de Libye     |                                       |                                       | Cléopâtre Séléné II 25 décembre 40 av. J.-C. / v. 5 de notre ère | Cléopâtre Séléné II 25 décembre 40 av. J.-C. / v. 5 de notre ère | Cléopâtre Séléné II 25 décembre 40 av. J.-C. / v. 5 de notre ère | Cléopâtre Séléné II 25 décembre 40 av. J.-C. / v. 5 de notre ère | Cléopâtre Séléné II 25 décembre 40 av. J.-C. / v. 5 de notre ère | Cléopâtre Séléné II 25 décembre 40 av. J.-C. / v. 5 de notre ère |                             |                             |                               |                               |                               |                               |                                 |                                 |                                 |                                 |                                 |                                 |  |  |  |  |
|                                              |                                              |                                              |                                              |                                                 |                                                 |                                                 |                                                 |                                                               |                                                               |                                                               |                                                               |                                                               |                                                               |                                                         |                                                         |                                            |                                            |                                            |                                            |                                                                  |                                                                  |                                                                  |                                                                  |                                                                  |                                                                  |                              |                              |                               |                               |                               |                               |                                   |                                   |                                   |                                   |                                       |                                       |                                       |                                       |                                                                  |                                                                  |                                                                  |                                                                  |                                                                  |                                                                  |                             |                             |                               |                               |                               |                               |                                 |                                 |                                 |                                 |                                 |                                 |  |  |  |  |
|                                              |                                              |                                              |                                              |                                                 |                                                 |                                                 |                                                 |                                                               |                                                               |                                                               |                                                               |                                                               |                                                               |                                                         |                                                         |                                            |                                            |                                            |                                            |                                                                  |                                                                  |                                                                  |                                                                  |                                                                  |                                                                  |                              |                              |                               |                               |                               |                               |                                   |                                   |                                   |                                   |                                       |                                       |                                       |                                       |                                                                  |                                                                  |                                                                  |                                                                  |                                                                  |                                                                  |                             |                             |                               |                               |                               |                               |                                 |                                 |                                 |                                 |                                 |                                 |  |  |  |  |
|                                              |                                              |                                              |                                              |                                                 |                                                 |                                                 |                                                 |                                                               |                                                               |                                                               |                                                               |                                                               |                                                               |                                                         |                                                         |                                            |                                            |                                            |                                            |                                                                  |                                                                  |                                                                  |                                                                  |                                                                  |                                                                  |                              |                              |                               |                               |                               |                               |                                   |                                   |                                   |                                   |                                       |                                       |                                       |                                       |                                                                  |                                                                  |                                                                  |                                                                  |                                                                  |                                                                  |                             |                             |                               |                               |                               |                               |                                 |                                 |                                 |                                 |                                 |                                 |  |  |  |  |
|                                              |                                              |                                              |                                              | Caius Julius Sampsigeramus II d'Émèse (m 41/42) | Caius Julius Sampsigeramus II d'Émèse (m 41/42) | Caius Julius Sampsigeramus II d'Émèse (m 41/42) | Caius Julius Sampsigeramus II d'Émèse (m 41/42) | Caius Julius Sampsigeramus II d'Émèse (m 41/42)               | Caius Julius Sampsigeramus II d'Émèse (m 41/42)               |                                                               |                                                               | Iotapa (III) reine d'Émèse                                    | Iotapa (III) reine d'Émèse                                    | Iotapa (III) reine d'Émèse                              | Iotapa (III) reine d'Émèse                              | Iotapa (III) reine d'Émèse                 | Iotapa (III) reine d'Émèse                 |                                            |                                            |                                                                  |                                                                  |                                                                  |                                                                  |                                                                  |                                                                  |                              |                              |                               |                               |                               |                               |                                   |                                   |                                   |                                   | Ptolemaeus II de Maurétanie (m 38/40) | Ptolemaeus II de Maurétanie (m 38/40) | Ptolemaeus II de Maurétanie (m 38/40) | Ptolemaeus II de Maurétanie (m 38/40) | Ptolemaeus II de Maurétanie (m 38/40)                            | Ptolemaeus II de Maurétanie (m 38/40)                            |                                                                  |                                                                  |                                                                  |                                                                  |                             |                             |                               |                               |                               |                               | Julia Urania (Parthes ou Émèse) | Julia Urania (Parthes ou Émèse) | Julia Urania (Parthes ou Émèse) | Julia Urania (Parthes ou Émèse) | Julia Urania (Parthes ou Émèse) | Julia Urania (Parthes ou Émèse) |  |  |  |  |
|                                              |                                              |                                              |                                              | Caius Julius Sampsigeramus II d'Émèse (m 41/42) | Caius Julius Sampsigeramus II d'Émèse (m 41/42) | Caius Julius Sampsigeramus II d'Émèse (m 41/42) | Caius Julius Sampsigeramus II d'Émèse (m 41/42) | Caius Julius Sampsigeramus II d'Émèse (m 41/42)               | Caius Julius Sampsigeramus II d'Émèse (m 41/42)               |                                                               |                                                               | Iotapa (III) reine d'Émèse                                    | Iotapa (III) reine d'Émèse                                    | Iotapa (III) reine d'Émèse                              | Iotapa (III) reine d'Émèse                              | Iotapa (III) reine d'Émèse                 | Iotapa (III) reine d'Émèse                 |                                            |                                            |                                                                  |                                                                  |                                                                  |                                                                  |                                                                  |                                                                  |                              |                              |                               |                               |                               |                               |                                   |                                   |                                   |                                   | Ptolemaeus II de Maurétanie (m 38/40) | Ptolemaeus II de Maurétanie (m 38/40) | Ptolemaeus II de Maurétanie (m 38/40) | Ptolemaeus II de Maurétanie (m 38/40) | Ptolemaeus II de Maurétanie (m 38/40)                            | Ptolemaeus II de Maurétanie (m 38/40)                            |                                                                  |                                                                  |                                                                  |                                                                  |                             |                             |                               |                               |                               |                               | Julia Urania (Parthes ou Émèse) | Julia Urania (Parthes ou Émèse) | Julia Urania (Parthes ou Émèse) | Julia Urania (Parthes ou Émèse) | Julia Urania (Parthes ou Émèse) | Julia Urania (Parthes ou Émèse) |  |  |  |  |
|                                              |                                              |                                              |                                              |                                                 |                                                 |                                                 |                                                 |                                                               |                                                               |                                                               |                                                               |                                                               |                                                               |                                                         |                                                         |                                            |                                            |                                            |                                            |                                                                  |                                                                  |                                                                  |                                                                  |                                                                  |                                                                  |                              |                              |                               |                               |                               |                               |                                   |                                   |                                   |                                   |                                       |                                       |                                       |                                       |                                                                  |                                                                  |                                                                  |                                                                  |                                                                  |                                                                  |                             |                             |                               |                               |                               |                               |                                 |                                 |                                 |                                 |                                 |                                 |  |  |  |  |
|                                              |                                              |                                              |                                              |                                                 |                                                 |                                                 |                                                 |                                                               |                                                               |                                                               |                                                               |                                                               |                                                               |                                                         |                                                         |                                            |                                            |                                            |                                            |                                                                  |                                                                  |                                                                  |                                                                  |                                                                  |                                                                  |                              |                              |                               |                               |                               |                               |                                   |                                   |                                   |                                   |                                       |                                       |                                       |                                       |                                                                  |                                                                  |                                                                  |                                                                  |                                                                  |                                                                  |                             |                             |                               |                               |                               |                               |                                 |                                 |                                 |                                 |                                 |                                 |  |  |  |  |
| Aristobule le Mineur                         | Aristobule le Mineur                         | Aristobule le Mineur                         | Aristobule le Mineur                         | Aristobule le Mineur                            | Aristobule le Mineur                            |                                                 |                                                 | Iotapa (IV)                                                   | Iotapa (IV)                                                   | Iotapa (IV)                                                   | Iotapa (IV)                                                   | Iotapa (IV)                                                   | Iotapa (IV)                                                   |                                                         |                                                         | Azizus d'Émèse m 54                        | Azizus d'Émèse m 54                        | Azizus d'Émèse m 54                        | Azizus d'Émèse m 54                        | Azizus d'Émèse m 54                                              | Azizus d'Émèse m 54                                              |                                                                  |                                                                  | Drusilla fille d'Agrippa Ier                                     | Drusilla fille d'Agrippa Ier                                     | Drusilla fille d'Agrippa Ier | Drusilla fille d'Agrippa Ier | Drusilla fille d'Agrippa Ier  | Drusilla fille d'Agrippa Ier  |                               |                               | Julia Mamaea I d'Émèse            | Julia Mamaea I d'Émèse            | Julia Mamaea I d'Émèse            | Julia Mamaea I d'Émèse            | Julia Mamaea I d'Émèse                | Julia Mamaea I d'Émèse                |                                       |                                       | Caius Julius Sohaemus d'Émèse (m 71)                             | Caius Julius Sohaemus d'Émèse (m 71)                             | Caius Julius Sohaemus d'Émèse (m 71)                             | Caius Julius Sohaemus d'Émèse (m 71)                             | Caius Julius Sohaemus d'Émèse (m 71)                             | Caius Julius Sohaemus d'Émèse (m 71)                             |                             |                             | Drusilla Urania de Maurétanie | Drusilla Urania de Maurétanie | Drusilla Urania de Maurétanie | Drusilla Urania de Maurétanie | Drusilla Urania de Maurétanie   | Drusilla Urania de Maurétanie   |                                 |                                 |                                 |                                 |  |  |  |  |
| Aristobule le Mineur                         | Aristobule le Mineur                         | Aristobule le Mineur                         | Aristobule le Mineur                         | Aristobule le Mineur                            | Aristobule le Mineur                            |                                                 |                                                 | Iotapa (IV)                                                   | Iotapa (IV)                                                   | Iotapa (IV)                                                   | Iotapa (IV)                                                   | Iotapa (IV)                                                   | Iotapa (IV)                                                   |                                                         |                                                         | Azizus d'Émèse m 54                        | Azizus d'Émèse m 54                        | Azizus d'Émèse m 54                        | Azizus d'Émèse m 54                        | Azizus d'Émèse m 54                                              | Azizus d'Émèse m 54                                              |                                                                  |                                                                  | Drusilla fille d'Agrippa Ier                                     | Drusilla fille d'Agrippa Ier                                     | Drusilla fille d'Agrippa Ier | Drusilla fille d'Agrippa Ier | Drusilla fille d'Agrippa Ier  | Drusilla fille d'Agrippa Ier  |                               |                               | Julia Mamaea I d'Émèse            | Julia Mamaea I d'Émèse            | Julia Mamaea I d'Émèse            | Julia Mamaea I d'Émèse            | Julia Mamaea I d'Émèse                | Julia Mamaea I d'Émèse                |                                       |                                       | Caius Julius Sohaemus d'Émèse (m 71)                             | Caius Julius Sohaemus d'Émèse (m 71)                             | Caius Julius Sohaemus d'Émèse (m 71)                             | Caius Julius Sohaemus d'Émèse (m 71)                             | Caius Julius Sohaemus d'Émèse (m 71)                             | Caius Julius Sohaemus d'Émèse (m 71)                             |                             |                             | Drusilla Urania de Maurétanie | Drusilla Urania de Maurétanie | Drusilla Urania de Maurétanie | Drusilla Urania de Maurétanie | Drusilla Urania de Maurétanie   | Drusilla Urania de Maurétanie   |                                 |                                 |                                 |                                 |  |  |  |  |
|                                              |                                              |                                              |                                              |                                                 |                                                 |                                                 |                                                 |                                                               |                                                               |                                                               |                                                               |                                                               |                                                               |                                                         |                                                         |                                            |                                            |                                            |                                            |                                                                  |                                                                  |                                                                  |                                                                  |                                                                  |                                                                  |                              |                              |                               |                               |                               |                               |                                   |                                   |                                   |                                   |                                       |                                       |                                       |                                       |                                                                  |                                                                  |                                                                  |                                                                  |                                                                  |                                                                  |                             |                             |                               |                               |                               |                               |                                 |                                 |                                 |                                 |                                 |                                 |  |  |  |  |
|                                              |                                              |                                              |                                              |                                                 |                                                 |                                                 |                                                 |                                                               |                                                               |                                                               |                                                               |                                                               |                                                               |                                                         |                                                         |                                            |                                            |                                            |                                            |                                                                  |                                                                  |                                                                  |                                                                  |                                                                  |                                                                  |                              |                              |                               |                               |                               |                               |                                   |                                   |                                   |                                   |                                       |                                       |                                       |                                       |                                                                  |                                                                  |                                                                  |                                                                  |                                                                  |                                                                  |                             |                             |                               |                               |                               |                               |                                 |                                 |                                 |                                 |                                 |                                 |  |  |  |  |
| Tiberius Claudius Thrasyllus fl. sous Tibère | Tiberius Claudius Thrasyllus fl. sous Tibère | Tiberius Claudius Thrasyllus fl. sous Tibère | Tiberius Claudius Thrasyllus fl. sous Tibère | Tiberius Claudius Thrasyllus fl. sous Tibère    | Tiberius Claudius Thrasyllus fl. sous Tibère    |                                                 |                                                 | (Claudia) Aka II de Commagène (it) av. -12 - av. 50 ap. J.-C. | (Claudia) Aka II de Commagène (it) av. -12 - av. 50 ap. J.-C. | (Claudia) Aka II de Commagène (it) av. -12 - av. 50 ap. J.-C. | (Claudia) Aka II de Commagène (it) av. -12 - av. 50 ap. J.-C. | (Claudia) Aka II de Commagène (it) av. -12 - av. 50 ap. J.-C. | (Claudia) Aka II de Commagène (it) av. -12 - av. 50 ap. J.-C. |                                                         |                                                         | Antiochos III de Commagène                 | Antiochos III de Commagène                 | Antiochos III de Commagène                 | Antiochos III de Commagène                 | Antiochos III de Commagène                                       | Antiochos III de Commagène                                       |                                                                  |                                                                  |                                                                  |                                                                  |                              |                              | Iotapa (II) de Commagène      | Iotapa (II) de Commagène      | Iotapa (II) de Commagène      | Iotapa (II) de Commagène      | Iotapa (II) de Commagène          | Iotapa (II) de Commagène          |                                   |                                   | Claudia Calpurnia Piso de Rome        | Claudia Calpurnia Piso de Rome        | Claudia Calpurnia Piso de Rome        | Claudia Calpurnia Piso de Rome        | Claudia Calpurnia Piso de Rome                                   | Claudia Calpurnia Piso de Rome                                   |                                                                  |                                                                  | Gaius Julius Alexio d'Émèse                                      | Gaius Julius Alexio d'Émèse                                      | Gaius Julius Alexio d'Émèse | Gaius Julius Alexio d'Émèse | Gaius Julius Alexio d'Émèse   | Gaius Julius Alexio d'Émèse   |                               |                               |                                 |                                 |                                 |                                 |                                 |                                 |  |  |  |  |
| Tiberius Claudius Thrasyllus fl. sous Tibère | Tiberius Claudius Thrasyllus fl. sous Tibère | Tiberius Claudius Thrasyllus fl. sous Tibère | Tiberius Claudius Thrasyllus fl. sous Tibère | Tiberius Claudius Thrasyllus fl. sous Tibère    | Tiberius Claudius Thrasyllus fl. sous Tibère    |                                                 |                                                 | (Claudia) Aka II de Commagène (it) av. -12 - av. 50 ap. J.-C. | (Claudia) Aka II de Commagène (it) av. -12 - av. 50 ap. J.-C. | (Claudia) Aka II de Commagène (it) av. -12 - av. 50 ap. J.-C. | (Claudia) Aka II de Commagène (it) av. -12 - av. 50 ap. J.-C. | (Claudia) Aka II de Commagène (it) av. -12 - av. 50 ap. J.-C. | (Claudia) Aka II de Commagène (it) av. -12 - av. 50 ap. J.-C. |                                                         |                                                         | Antiochos III de Commagène                 | Antiochos III de Commagène                 | Antiochos III de Commagène                 | Antiochos III de Commagène                 | Antiochos III de Commagène                                       | Antiochos III de Commagène                                       |                                                                  |                                                                  |                                                                  |                                                                  |                              |                              | Iotapa (II) de Commagène      | Iotapa (II) de Commagène      | Iotapa (II) de Commagène      | Iotapa (II) de Commagène      | Iotapa (II) de Commagène          | Iotapa (II) de Commagène          |                                   |                                   | Claudia Calpurnia Piso de Rome        | Claudia Calpurnia Piso de Rome        | Claudia Calpurnia Piso de Rome        | Claudia Calpurnia Piso de Rome        | Claudia Calpurnia Piso de Rome                                   | Claudia Calpurnia Piso de Rome                                   |                                                                  |                                                                  | Gaius Julius Alexio d'Émèse                                      | Gaius Julius Alexio d'Émèse                                      | Gaius Julius Alexio d'Émèse | Gaius Julius Alexio d'Émèse | Gaius Julius Alexio d'Émèse   | Gaius Julius Alexio d'Émèse   |                               |                               |                                 |                                 |                                 |                                 |                                 |                                 |  |  |  |  |
|                                              |                                              |                                              |                                              |                                                 |                                                 |                                                 |                                                 |                                                               |                                                               |                                                               |                                                               |                                                               |                                                               |                                                         |                                                         |                                            |                                            |                                            |                                            |                                                                  |                                                                  |                                                                  |                                                                  |                                                                  |                                                                  |                              |                              |                               |                               |                               |                               |                                   |                                   |                                   |                                   |                                       |                                       |                                       |                                       |                                                                  |                                                                  |                                                                  |                                                                  |                                                                  |                                                                  |                             |                             |                               |                               |                               |                               |                                 |                                 |                                 |                                 |                                 |                                 |  |  |  |  |
|                                              |                                              |                                              |                                              |                                                 |                                                 |                                                 |                                                 |                                                               |                                                               |                                                               |                                                               |                                                               |                                                               |                                                         |                                                         |                                            |                                            |                                            |                                            |                                                                  |                                                                  |                                                                  |                                                                  |                                                                  |                                                                  |                              |                              |                               |                               |                               |                               |                                   |                                   |                                   |                                   |                                       |                                       |                                       |                                       |                                                                  |                                                                  |                                                                  |                                                                  |                                                                  |                                                                  |                             |                             |                               |                               |                               |                               |                                 |                                 |                                 |                                 |                                 |                                 |  |  |  |  |
|                                              |                                              |                                              |                                              |                                                 |                                                 |                                                 |                                                 |                                                               |                                                               |                                                               |                                                               |                                                               |                                                               |                                                         |                                                         | Antiochos IV de Commagène                  | Antiochos IV de Commagène                  | Antiochos IV de Commagène                  | Antiochos IV de Commagène                  | Antiochos IV de Commagène                                        | Antiochos IV de Commagène                                        |                                                                  |                                                                  |                                                                  |                                                                  |                              |                              | Julia Iotapa (V) de Commagène | Julia Iotapa (V) de Commagène | Julia Iotapa (V) de Commagène | Julia Iotapa (V) de Commagène | Julia Iotapa (V) de Commagène     | Julia Iotapa (V) de Commagène     |                                   |                                   |                                       |                                       |                                       |                                       |                                                                  |                                                                  |                                                                  |                                                                  |                                                                  |                                                                  |                             |                             |                               |                               |                               |                               |                                 |                                 |                                 |                                 |                                 |                                 |  |  |  |  |
|                                              |                                              |                                              |                                              |                                                 |                                                 |                                                 |                                                 |                                                               |                                                               |                                                               |                                                               |                                                               |                                                               |                                                         |                                                         | Antiochos IV de Commagène                  | Antiochos IV de Commagène                  | Antiochos IV de Commagène                  | Antiochos IV de Commagène                  | Antiochos IV de Commagène                                        | Antiochos IV de Commagène                                        |                                                                  |                                                                  |                                                                  |                                                                  |                              |                              | Julia Iotapa (V) de Commagène | Julia Iotapa (V) de Commagène | Julia Iotapa (V) de Commagène | Julia Iotapa (V) de Commagène | Julia Iotapa (V) de Commagène     | Julia Iotapa (V) de Commagène     |                                   |                                   |                                       |                                       |                                       |                                       |                                                                  |                                                                  |                                                                  |                                                                  |                                                                  |                                                                  |                             |                             |                               |                               |                               |                               |                                 |                                 |                                 |                                 |                                 |                                 |  |  |  |  |
|                                              |                                              |                                              |                                              |                                                 |                                                 |                                                 |                                                 |                                                               |                                                               |                                                               |                                                               |                                                               |                                                               |                                                         |                                                         |                                            |                                            |                                            |                                            |                                                                  |                                                                  |                                                                  |                                                                  |                                                                  |                                                                  |                              |                              |                               |                               |                               |                               |                                   |                                   |                                   |                                   |                                       |                                       |                                       |                                       |                                                                  |                                                                  |                                                                  |                                                                  |                                                                  |                                                                  |                             |                             |                               |                               |                               |                               |                                 |                                 |                                 |                                 |                                 |                                 |  |  |  |  |
|                                              |                                              |                                              |                                              |                                                 |                                                 |                                                 |                                                 |                                                               |                                                               |                                                               |                                                               |                                                               |                                                               |                                                         |                                                         | Caius Iulius Archelaus Antiochus Epiphanes | Caius Iulius Archelaus Antiochus Epiphanes | Caius Iulius Archelaus Antiochus Epiphanes | Caius Iulius Archelaus Antiochus Epiphanes | Caius Iulius Archelaus Antiochus Epiphanes                       | Caius Iulius Archelaus Antiochus Epiphanes                       |                                                                  |                                                                  | Julia Iotapa (VI)                                                | Julia Iotapa (VI)                                                | Julia Iotapa (VI)            | Julia Iotapa (VI)            | Julia Iotapa (VI)             | Julia Iotapa (VI)             |                               |                               |                                   |                                   | Caius Julius Alexander            | Caius Julius Alexander            | Caius Julius Alexander                | Caius Julius Alexander                | Caius Julius Alexander                | Caius Julius Alexander                |                                                                  |                                                                  |                                                                  |                                                                  |                                                                  |                                                                  |                             |                             |                               |                               |                               |                               |                                 |                                 |                                 |                                 |                                 |                                 |  |  |  |  |
|                                              |                                              |                                              |                                              |                                                 |                                                 |                                                 |                                                 |                                                               |                                                               |                                                               |                                                               |                                                               |                                                               |                                                         |                                                         | Caius Iulius Archelaus Antiochus Epiphanes | Caius Iulius Archelaus Antiochus Epiphanes | Caius Iulius Archelaus Antiochus Epiphanes | Caius Iulius Archelaus Antiochus Epiphanes | Caius Iulius Archelaus Antiochus Epiphanes                       | Caius Iulius Archelaus Antiochus Epiphanes                       |                                                                  |                                                                  | Julia Iotapa (VI)                                                | Julia Iotapa (VI)                                                | Julia Iotapa (VI)            | Julia Iotapa (VI)            | Julia Iotapa (VI)             | Julia Iotapa (VI)             |                               |                               |                                   |                                   | Caius Julius Alexander            | Caius Julius Alexander            | Caius Julius Alexander                | Caius Julius Alexander                | Caius Julius Alexander                | Caius Julius Alexander                |                                                                  |                                                                  |                                                                  |                                                                  |                                                                  |                                                                  |                             |                             |                               |                               |                               |                               |                                 |                                 |                                 |                                 |                                 |                                 |  |  |  |  |
|                                              |                                              |                                              |                                              |                                                 |                                                 |                                                 |                                                 |                                                               |                                                               |                                                               |                                                               |                                                               |                                                               |                                                         |                                                         |                                            |                                            |                                            |                                            |                                                                  |                                                                  |                                                                  |                                                                  |                                                                  |                                                                  |                              |                              |                               |                               |                               |                               |                                   |                                   |                                   |                                   |                                       |                                       |                                       |                                       |                                                                  |                                                                  |                                                                  |                                                                  |                                                                  |                                                                  |                             |                             |                               |                               |                               |                               |                                 |                                 |                                 |                                 |                                 |                                 |  |  |  |  |
|                                              |                                              |                                              |                                              |                                                 |                                                 |                                                 |                                                 |                                                               |                                                               |                                                               |                                                               |                                                               |                                                               |                                                         |                                                         |                                            |                                            |                                            |                                            |                                                                  |                                                                  |                                                                  |                                                                  |                                                                  |                                                                  |                              |                              |                               |                               |                               |                               |                                   |                                   |                                   |                                   |                                       |                                       |                                       |                                       |                                                                  |                                                                  |                                                                  |                                                                  |                                                                  |                                                                  |                             |                             |                               |                               |                               |                               |                                 |                                 |                                 |                                 |                                 |                                 |  |  |  |  |
|                                              |                                              |                                              |                                              |                                                 |                                                 |                                                 |                                                 |                                                               |                                                               | Caius Iulius Antiochus Epiphanes Philopappus cos. (109)       | Caius Iulius Antiochus Epiphanes Philopappus cos. (109)       | Caius Iulius Antiochus Epiphanes Philopappus cos. (109)       | Caius Iulius Antiochus Epiphanes Philopappus cos. (109)       | Caius Iulius Antiochus Epiphanes Philopappus cos. (109) | Caius Iulius Antiochus Epiphanes Philopappus cos. (109) |                                            |                                            |                                            |                                            |                                                                  |                                                                  | Julia Balbilla (Poétesse)                                        | Julia Balbilla (Poétesse)                                        | Julia Balbilla (Poétesse)                                        | Julia Balbilla (Poétesse)                                        | Julia Balbilla (Poétesse)    | Julia Balbilla (Poétesse)    |                               |                               | Julia Iotapa (VII)            | Julia Iotapa (VII)            | Julia Iotapa (VII)                | Julia Iotapa (VII)                | Julia Iotapa (VII)                | Julia Iotapa (VII)                |                                       |                                       |                                       |                                       |                                                                  |                                                                  |                                                                  |                                                                  |                                                                  |                                                                  |                             |                             |                               |                               |                               |                               |                                 |                                 |                                 |                                 |                                 |                                 |  |  |  |  |
|                                              |                                              |                                              |                                              |                                                 |                                                 |                                                 |                                                 |                                                               |                                                               | Caius Iulius Antiochus Epiphanes Philopappus cos. (109)       | Caius Iulius Antiochus Epiphanes Philopappus cos. (109)       | Caius Iulius Antiochus Epiphanes Philopappus cos. (109)       | Caius Iulius Antiochus Epiphanes Philopappus cos. (109)       | Caius Iulius Antiochus Epiphanes Philopappus cos. (109) | Caius Iulius Antiochus Epiphanes Philopappus cos. (109) |                                            |                                            |                                            |                                            |                                                                  |                                                                  | Julia Balbilla (Poétesse)                                        | Julia Balbilla (Poétesse)                                        | Julia Balbilla (Poétesse)                                        | Julia Balbilla (Poétesse)                                        | Julia Balbilla (Poétesse)    | Julia Balbilla (Poétesse)    |                               |                               | Julia Iotapa (VII)            | Julia Iotapa (VII)            | Julia Iotapa (VII)                | Julia Iotapa (VII)                | Julia Iotapa (VII)                | Julia Iotapa (VII)                |                                       |                                       |                                       |                                       |                                                                  |                                                                  |                                                                  |                                                                  |                                                                  |                                                                  |                             |                             |                               |                               |                               |                               |                                 |                                 |                                 |                                 |                                 |                                 |  |  |  |  |
|                                              |                                              |                                              |                                              |                                                 |                                                 |                                                 |                                                 |                                                               |                                                               |                                                               |                                                               |                                                               |                                                               |                                                         |                                                         |                                            |                                            |                                            |                                            |                                                                  |                                                                  |                                                                  |                                                                  |                                                                  |                                                                  |                              |                              |                               |                               |                               |                               |                                   |                                   |                                   |                                   |                                       |                                       |                                       |                                       |                                                                  |                                                                  |                                                                  |                                                                  |                                                                  |                                                                  |                             |                             |                               |                               |                               |                               |                                 |                                 |                                 |                                 |                                 |                                 |  |  |  |  |
|                                              |                                              |                                              |                                              |                                                 |                                                 |                                                 |                                                 |                                                               |                                                               |                                                               |                                                               |                                                               |                                                               |                                                         |                                                         |                                            |                                            |                                            |                                            |                                                                  |                                                                  |                                                                  |                                                                  |                                                                  |                                                                  |                              |                              |                               |                               |                               |                               |                                   |                                   |                                   |                                   |                                       |                                       |                                       |                                       |                                                                  |                                                                  |                                                                  |                                                                  |                                                                  |                                                                  |                             |                             |                               |                               |                               |                               |                                 |                                 |                                 |                                 |                                 |                                 |  |  |  |  |
| Tiberius Claudius Balbilus                   | Tiberius Claudius Balbilus                   | Tiberius Claudius Balbilus                   | Tiberius Claudius Balbilus                   | Tiberius Claudius Balbilus                      | Tiberius Claudius Balbilus                      |                                                 |                                                 | Claudia Capitolina Balbila de Rome ?                          | Claudia Capitolina Balbila de Rome ?                          | Claudia Capitolina Balbila de Rome ?                          | Claudia Capitolina Balbila de Rome ?                          | Claudia Capitolina Balbila de Rome ?                          | Claudia Capitolina Balbila de Rome ?                          |                                                         |                                                         |                                            |                                            |                                            |                                            | Caius Julius Sampsigeramus III aussi appelé Silas d'Émèse m. 119 | Caius Julius Sampsigeramus III aussi appelé Silas d'Émèse m. 119 | Caius Julius Sampsigeramus III aussi appelé Silas d'Émèse m. 119 | Caius Julius Sampsigeramus III aussi appelé Silas d'Émèse m. 119 | Caius Julius Sampsigeramus III aussi appelé Silas d'Émèse m. 119 | Caius Julius Sampsigeramus III aussi appelé Silas d'Émèse m. 119 |                              |                              |                               |                               |                               |                               |                                   |                                   |                                   |                                   |                                       |                                       |                                       |                                       |                                                                  |                                                                  |                                                                  |                                                                  |                                                                  |                                                                  |                             |                             | Julia Mamaea II d'Émèse       | Julia Mamaea II d'Émèse       | Julia Mamaea II d'Émèse       | Julia Mamaea II d'Émèse       | Julia Mamaea II d'Émèse         | Julia Mamaea II d'Émèse         |                                 |                                 |                                 |                                 |  |  |  |  |
| Tiberius Claudius Balbilus                   | Tiberius Claudius Balbilus                   | Tiberius Claudius Balbilus                   | Tiberius Claudius Balbilus                   | Tiberius Claudius Balbilus                      | Tiberius Claudius Balbilus                      |                                                 |                                                 | Claudia Capitolina Balbila de Rome ?                          | Claudia Capitolina Balbila de Rome ?                          | Claudia Capitolina Balbila de Rome ?                          | Claudia Capitolina Balbila de Rome ?                          | Claudia Capitolina Balbila de Rome ?                          | Claudia Capitolina Balbila de Rome ?                          |                                                         |                                                         |                                            |                                            |                                            |                                            | Caius Julius Sampsigeramus III aussi appelé Silas d'Émèse m. 119 | Caius Julius Sampsigeramus III aussi appelé Silas d'Émèse m. 119 | Caius Julius Sampsigeramus III aussi appelé Silas d'Émèse m. 119 | Caius Julius Sampsigeramus III aussi appelé Silas d'Émèse m. 119 | Caius Julius Sampsigeramus III aussi appelé Silas d'Émèse m. 119 | Caius Julius Sampsigeramus III aussi appelé Silas d'Émèse m. 119 |                              |                              |                               |                               |                               |                               |                                   |                                   |                                   |                                   |                                       |                                       |                                       |                                       |                                                                  |                                                                  |                                                                  |                                                                  |                                                                  |                                                                  |                             |                             | Julia Mamaea II d'Émèse       | Julia Mamaea II d'Émèse       | Julia Mamaea II d'Émèse       | Julia Mamaea II d'Émèse       | Julia Mamaea II d'Émèse         | Julia Mamaea II d'Émèse         |                                 |                                 |                                 |                                 |  |  |  |  |

- Julia Mamaea I d'Émèse épouse Polémon II du Pont à un moment inconnu.

- (en) Barbara Levick, Julia Domna : Syrian Empress, Routledge, 2007, 288 p. (ISBN 978-1-134-32350-0, présentation en ligne), p. XX.